# Great Waltham
Great Waltham est un village et une paroisse civile de l'Essex, en Angleterre.